# Synasellus minutus
Synasellus minutus is een pissebed uit de familie Asellidae. De wetenschappelijke naam van de soort is voor het eerst geldig gepubliceerd in 1967 door Braga.